# Кормери
Кормери (фр. Cormery) је насељено место у Француској у региону Центар, у департману Ендр и Лоара.
По подацима из 2011. године у општини је живело 1679 становника, а густина насељености је износила 276,61 становника/km².

## Демографија
| 1962. | 1968. | 1975. | 1982. | 1990. | 2011. |
| ----- | ----- | ----- | ----- | ----- | ----- |
| 968   | 1.032 | 1.106 | 1.169 | 1.323 | 1.679 |